# Fier distrikt
Fieris distrikt (albanska: Rrethi i Fierit) var ett av Albaniens 36 distrikt. Det hade ett invånarantal på 480 000 (år 2004) och en area av 785 km². Det var beläget i sydvästra Albanien, och dess centralort var Fieri. Andra städer i det här distriktet var Patosi och Roskoveci.